# Vriesea hydrophora
Vriesea hydrophora är en gräsväxtart som beskrevs av Ernst Heinrich Georg Ule. Vriesea hydrophora ingår i släktet Vriesea och familjen Bromeliaceae. Inga underarter finns listade i Catalogue of Life.